# Yves-Marie Vérove
Yves-Marie Vérove (Grand-Fort-Philippe, 22 ottobre 1949 – Brest, 5 giugno 2022) è stato un cestista e allenatore di pallacanestro francese.
Era il padre dei cestisti Jimmy Vérove e Franck Vérove.

## Carriera
Con la Francia ha disputato i Campionati europei del 1973.

## Palmarès

### Giocatore
- Campionato francese: 2

AS Berck: 1972-73, 1973-74
- Coppa Korać: 1

CSP Limoges: 1981-82